# Hans Damrau
Hans Damrau (* 19. Februar 1902 in Freystadt in Westpreußen; † 20. Dezember 1952 in Bochum) war ein deutscher Jurist und Politiker im Nationalsozialismus.

## Leben
Damrau war der Sohn eines Volksschullehrers. Er besuchte das Löbenichtsche Realgymnasium in Königsberg und bestand 1920 die Abiturprüfung. Danach studierte er an der Albertus-Universität Königsberg Rechtswissenschaft. Nach dem 1923 bestandenen ersten Staatsexamen wurde er Gerichtsreferendar am Oberlandesgericht Königsberg. 1925 wurde er in Königsberg zum Dr. jur. promoviert. Er war seit 1920 Mitglied der Burschenschaft Teutonia Königsberg und Vorsitzender des antisemitischen und demokratiefeindlichen Hochschulrings Deutscher Art an der Universität Königsberg. Von 1925 bis 1928 war er Leiter des Hochschulpolitischen Ausschusses der Deutschen Burschenschaft. Das zweite Staatsexamen bestand er 1927 in Berlin. Damrau war anschließend als Amtsrichter in Goldap, Angerburg und Königsberg tätig. Anfang Dezember 1927 wurde Damrau bei der Stadtverwaltung  Hagen Stadtassessor und 1930 zum Magistratsrat befördert.
Damrau trat zum 1. Mai 1933 in die Nationalsozialistische Deutsche Arbeiterpartei ein (Mitgliedsnummer 3.283.748). Der SA war er bereits im April 1933 beigetreten (letzter Dienstgrad: Sturmbannführer). Zudem war er Mitglied des Bundes Nationalsozialistischer Deutscher Juristen. Nach dem Wahlsieg der Nationalsozialisten und ihrer deutschnationalen Partner bei der Reichstagswahl März 1933 wurde Damrau im April 1933 Stadtrat in Hagen. Er leitete das Wohlfahrtsamt der Stadt. Ab Februar 1934 war er zunächst kommissarischer und ab April 1934 ordentlicher Oberbürgermeister von Iserlohn. Nebenbei leitete Damrau die Westfälische Wohlfahrtsdezernentenkonferenz beim Deutschen Gemeindetag, dessen Wohlfahrtsausschuss er zudem angehörte. Im Februar 1938 versetzte man ihn nach Görlitz, wo er bis 1940 Oberbürgermeister war. Laut Klee leitete die NSDAP 1940 ein Parteigerichtsverfahren gegen ihn aufgrund „privater Affären“ ein, das ihn die Oberbürgermeisterfunktion kostete. Damrau meldete sich im Frühjahr 1940 zur Waffen-SS (letzter Dienstrang: SS-Sturmbannführer, 1944). Im April 1940 war Damrau kurzzeitig Amtschef im Distrikt Lublin des Generalgouvernements. Danach war er als Kriegsberichterstatter bei der Waffen-SS an der Ostfront, anschließend Kommandeur eines SS-Regiments und schließlich Generalstabsoffizier in der Endphase im Ruhrkessel.
In Wetter (Hessen) wurde er 1949 entnazifiziert. Ab 1950 war er in Bochum Mitinhaber einer Firma.